# George Hay, 1. Earl of Kinnoull

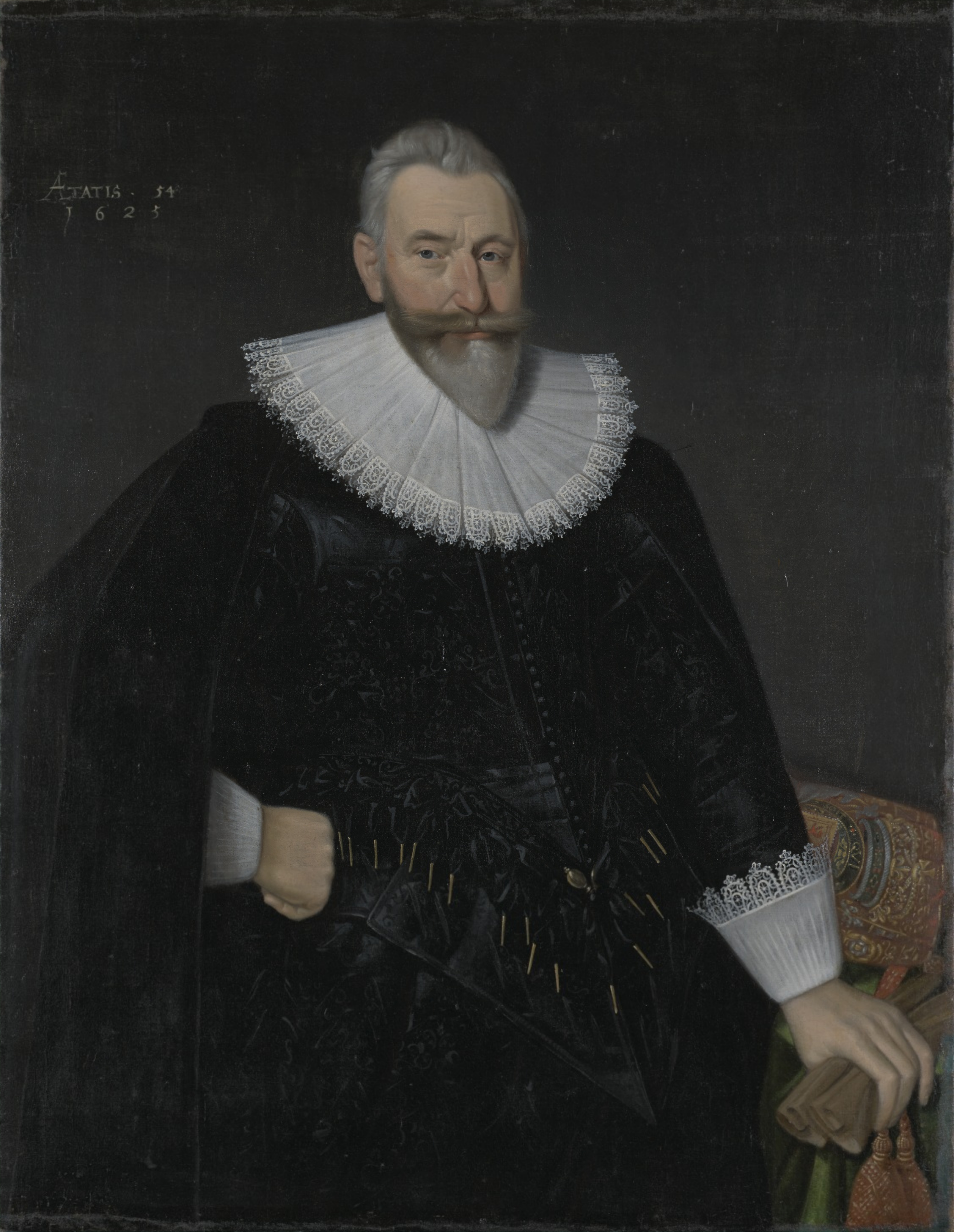
George Hay, der 1. Earl of Kinnoull

George Hay, 1. Earl of Kinnoull (* 1570; † 16. Dezember 1634 in London) war ein schottischer Adliger und Staatsmann.
Er entstammte einer Nebenlinie des Clan Hay und war ein jüngerer Sohn des Peter Hay, 4. Laird of Megginch, aus dessen Ehe mit Margaret Ogilvy.
Er besuchte das Scots College der Jesuitenakademie in Pont-à-Mousson im Herzogtum Lothringen. Er diente seit 1596 als Gentleman of the Bedchamber für König Jakob VI. und wurde um 1607 zum Ritter geschlagen. 1616 wurde er schließlich zum Lord Clerk Register ernannt, während derer Ausübung er die Verabschiedung der bekannten Five Articles of Perth unterstützte. George Hay war von 1622 bis 1634 Lordkanzler von Schottland. Außerdem wurden für ihn die Titel Viscount (of) Dupplin (1627) und Earl of Kinnoull (1633) geschaffen. Als der König die Dienstvorschriften des Court of Session 1626 verschärfen wollte, widersetzte sich Hay und behielt so Vorrang vor dem Erzbischof von St. Andrews.
Spätestens 1595 hatte er Margaret Halyburton, Tochter des Sir James Halyburton, Laird of Pitcur, geheiratet. Mit ihr hatte er zwei Kinder:
- Lady Margaret Hay ⚭ Alexander Lindsay, 2. Lord Spynie
- George Hay, 2. Earl of Kinnoull († 1644)